# Les Perles de la couronne
Pour plus de détails, voir Fiche technique et Distribution.
Les Perles de la couronne est un film français coréalisé par Sacha Guitry et Christian-Jaque, sorti en 1937.

## Synopsis
L'historien Jean Martin (interprété par Sacha Guitry) raconte à sa jeune épouse Françoise (Jacqueline Delubac) l'histoire fabuleuse d'un collier composé de sept perles fines, jadis offert par le pape Clément VII (Ermete Zacconi) à sa nièce Catherine de Médicis (Paulette Élambert), quelques mois avant le mariage de cette dernière avec le futur Henri II. Quatre des perles, remises à Élisabeth Ire (Yvette Pienne) peu après l'exécution de Marie Stuart (interprétée également par Jacqueline Delubac), ornent désormais les arceaux de la couronne royale britannique, mais les trois dernières ont mystérieusement disparu. Jean Martin décide alors de partir en quête des joyaux manquants, imité en cela par un officier de la maison royale anglaise (Lyn Harding) et un camérier du pape (Enrico Glori).
A l'issue d'une folle cavalcade historique, tous se retrouvent à bord du paquebot Normandie qui fait route vers New York. Après un dîner fastueux dans la grande salle à manger de première classe, Jean Martin récupère la perle dans une serviette de table pour un bref instant.

## Fiche technique
- Réalisation : Sacha Guitry et Christian-Jaque (collaboration technique)
- Scénario et dialogues : Sacha Guitry
- Assistant réalisateur : Guy Lacourt et Marc Fossard
- Direction artistique : Jean Barthelemy Perrier
- Costumes : Georges K. Benda
- Photographie : Jules Kruger, assisté de Marc Fossard
- Montage : William Barrache, Myriam
- Son : Marcel Courmes
- Musique : Jean Françaix
- Production : Serge Sandberg
- Société de production : Cinéas, Imperial Films Production
- Société de distribution : Films sonores Tobis, Télédis
- Pays :  France
- Langue : français
- Format : Noir et blanc - 35 mm - 1,37:1 - Son mono
- Genre : Comédie
- Durée d'origine : 120 minutes
- Date de sortie : 
  - France - 12 mai 1937

## Distribution
- Sacha Guitry : Jean Martin, François Ier, Barras et Napoléon III
- Raimu : l'industriel du Midi
- Aimé Simon-Girard : Henri IV
- Jean-Louis Barrault : Bonaparte
- Romuald Joubé : Jean Clouet
- Claude Dauphin : le prisonnier italien
- Lyn Harding : John Russell, Henry VIII et l'aide de camp de la reine Victoria
- Ermete Zacconi : Clément VII
- Enrico Glori : Giovanni Riboldi, le camérier du pape
- Humberto Catalano : Giovanni Spanelli
- Marcel Dalio : le ministre éthiopien
- Émile Drain : Napoléon Ier
- Gaston Dubosc : le grand-duc
- Andrews Engelmann : James, le voleur
- Robert Pizani : Talleyrand
- Jean Coquelin : le vieux bourgeois
- Pierre Magnier : le vieux lord
- Pierre Juvenet : l'expert-joaillier
- Henri Crémieux : le commissaire-priseur
- Georges Prieur : Tallien
- Enrico di Mazzei : le révolutionnaire qui chante
- Ponzio : le maçon qui chante
- Robert Seller : le prisonnier français
- Léon Walther : le duc Anne de Montmorency
- Georges Grey : le Hongrois jeune
- Derrick De Marney : Darnley
- James Craven : Hans Holbein
- Jacques Berlioz : le cardinal italien
- Anthony Gildès : le Hongrois âgé
- Julien Clément : le gigolo
- Percy Marmont : le cardinal Wolsey
- Lautner : Titien
- Arletty : la reine d'Abyssinie
- Cécile Sorel : la Française du Grand Siècle
- Jacqueline Delubac : Françoise Martin, Marie Stuart et Joséphine de Beauharnais
- Yvette Pienne : Marie Tudor, Élisabeth Ire et la reine Victoria
- Simone Renant : la comtesse du Barry
- Théo Légitimus : Zamor, page de la Du Barry
- Barbara Shaw : Anne Boleyn
- Colette Borelli : Catherine de Médicis enfant
- Paulette Élambert : Catherine de Médicis adolescente
- Marguerite Moreno : Catherine de Médicis âgée et l'impératrice Eugénie (en 1914)
- Raymonde Allain : l'impératrice Eugénie (en 1865)
- Huguette Duflos : la reine Hortense
- Lisette Lanvin : la petite amie de l'industriel
- Germaine Aussey : Gabrielle d'Estrées
- Jacqueline Pacaud : Jane Seymour
- Renée Saint-Cyr : Madeleine de La Tour d'Auvergne
- Pauline Carton : la femme de chambre du Normandie
- Damia : la femme du peuple
- Marie Leconte : la femme dans la misère
- Violet Farebrother : la vieille lady
- Rosine Deréan : la jeune Anglaise
- Laurence Atkins : la duchesse d'Étampes et Madame Tallien
- Oléo : la cocotte
- Marfa Dhervilly : la vieille courtisane
- Eugénie Fougère : la vieille coquette
- Lillie Grandval : la soprano-léger
- Paulette Dynalix : le petit rat
- Anaclara : la Négresse
- Gary Garland : une passagère sur le Normandie
- Marthe Mussine : une passagère sur le Normandie
- Annie Rozane : la madone espagnole
- Gilberte Lauvray : la petite Française
- Marie-Claire Pissarro : la servante de Madame du Barry
- Géo Forster : un muscadin
- Darling Légitimus : la femme noire

## À noter
- Sacha Guitry avait décliné une offre de participation au voyage inaugural du Normandie, en mai-juin 1935 : le tournage du film marque ainsi sa rencontre avec le paquebot qui lui fait très forte impression.
- C’est le troisième film tourné à bord du Normandie, après Sweet Surrender (en) et Les Jumeaux de Brighton, dans lequel figure déjà Raimu.
- Soucieuse de ne pas déranger le confort des passagers, la Compagnie générale transatlantique accepte le tournage en dehors des voyages. L’ensemble des dernières scènes sont donc tournées au Havre, lors de l’immobilisation technique durant laquelle les hélices du Normandie sont changées, début mars 1937, quelques jours avant qu’il ne regagne le Ruban bleu.
- Deux scènes tournées à bord sont particulièrement remarquables : l’une enregistrée dans l’escalier monumental du salon fumoir, dans laquelle Jacqueline Delubac et Raimu tiennent une conversation constituée d’adverbes ; l’autre dans la grande salle à manger de première classe, où le réalisateur effectue un impressionnant travelling horizontal arrière. Pour les besoins de la scène, Sacha Guitry fait venir des dizaines d’amis de Paris et lance en outre un appel aux Havrais qui possèdent un smoking dans le but de remplir la salle !
- La première du film sur les Champs-Élysées est l’objet d’une interview impromptue de Sacha Guitry et Jacqueline Delubac à leur descente de voiture par un reporter des actualités cinématographiques, ce qui était très nouveau à l’époque. Cette interview figure parmi les bonus de certains DVD.
- Le film ressort en DVD le 1er avril 2020 dans la collection Gaumont Découverte DVD.